# Clara-stichting
De Clara-stichting was een Nederlands tuberculose-sanatorium in het Noord-Hollandse Zandvoort.

## Geschiedenis
Het sanatorium werd gebouwd voor joodse kinderen die aan tuberculose leden, maar het was ook voor kinderen van andere gezindten toegankelijk. Het werd vernoemd naar de moeder van een belangrijke geldschieter. Schone lucht werd van belang geacht voor de behandeling van tuberculose, dus midden in de duinen van Zandvoort was een ideale plek. Op een halve hectare grond aan de Kostverlorenstraat verrees in 1913 het grote stenen gebouw van architect Willem Leliman. In het gebouw bevonden zich onder andere: onderzoeksruimten, twee ziekenzalen voor ieder twaalf kinderen, twee lighallen en een overdekte speelplaats. In een afzonderlijk gebouwtje was een isoleerkamer. Om te zorgen dat de kinderen niet te veel achter gingen lopen tijdens de kuur, was er een onderwijzer aanwezig welke les gaf in een openluchtschooltje. Ook werden de kinderen bezig gehouden met Fröbelonderwijs, handarbeid en religieus onderwijs.
In de Tweede Wereldoorlog deden de Duitsers een inval, de patiëntjes en het personeel bleken net op tijd gevlucht te zijn. De bezetter nam het pand in gebruik en na de oorlog bleek het door hen uitgewoond te zijn.
Na de oorlog kreeg het gebouw verschillende bestemmingen. Kort na de oorlog waren er plannen om een weg aan te leggen en zou de Clara-stichting het moeten ontgelden. In afwachting hiervan werd het een tijdelijk tehuis voor NSB-meisjes. In 1947 volgde dan toch een restauratie naar ontwerp van architect Gerrit Herman Kleinhout en vervolgens werden er honderd Joods-Poolse kinderen onderbracht. In 1950 werd het wederom een tuberculose-sanatorium en daarna een dependance van het Haarlemse Elisabeth Gasthuis. In 1958 werd het een psychiatrisch ziekenhuis voor bejaarden. Het gebouw werd uiteindelijk in 1986 alsnog gesloopt.